# Halicampus grayi
Halicampus grayi es una especie de pez de la familia Syngnathidae en el orden de los Syngnathiformes.

## Morfología
Los machos pueden alcanzar20 cm de longitud total.

## Depredadores
En las Filipinas es depredado por Euthynnus affinis .

## Reproducción
Es ovovivíparo y el macho transporta los huevos en una bolsa ventral, la cual se encuentra debajo de la cola.

## Hábitat
Es un pez de mar y de clima tropical y asociado a los arrecifes de coral que vive hasta 100 m de profundidad.

## Distribución geográfica
Se encuentra en el Golfo de Adén, Sri Lanka y, también, desde el Golfo de Tailandia y Australia hasta Kyushu (Japón).